# Повнокристалічна структура
Повнокристалічна структура (рос. полнокристаллическая структура, англ. holocrystalline texture; нім. vollkristalline Struktur f, holokristalline Struktur f) – притаманна повністю розкристалізованим гірським породам, які не мають вулканічного скла. 